# Yuricon
A Yuricon foi uma convenção de anime voltada para os fãs de anime e mangá yuri. O primeiro evento da Yuricon foi realizado em 2003 em Newark, Nova Jérsia, com cerca de 200 participantes, embora a Yuricon tenha existido como uma entidade on-line desde 2000. O evento foi organizado pela Yuricon, LLC, que continua a realizar seus próprios eventos focados em yuri, colabora com outras organizações para realizar eventos exclusivos, e organiza concursos.

## História
Em 2000, Erica Friedman fundou a Yuricon na Usenet com o nome de "Anilesbocon", mas esse nome foi alterado para Yuricon em 2003, em um esforço para melhor "celebrar o yuri no anime e no mangá". Em 2003, a organização realizou uma "convenção de anime e mangá de três dias" em Newark, Nova Jérsia. Dois anos depois, a Yuricon organizou um evento em Tóquio e co-patrocinou o Onna! juntamente com a Shoujo Arts Society, que se concentrava nos papéis das mulheres na animação e nos quadrinhos. Dois anos depois, em 2007, a Yuricon organizou um pequeno evento de um dia, chamado Yurisai, para recriar a sensação do evento de Tóquio de 2005. Durante esse período, a Yuricon organizou vários painéis, eventos de cosplay, concursos de anime music video e outras competições, enquanto a Yuricon mantinha uma biblioteca de mangás yuri para os participantes lerem.
Alguns anos depois, em 2011, a Yuricon mudou para um novo site. No mesmo ano, o Museu Internacional de Manga de Quioto adicionou obras publicadas pela ALC Publishing, o braço editorial da Yuricon, em sua coleção permanente. Também naquele ano, a Renbooks, uma editora italiana, anunciou que uma edição italiana de Rica 'tte Kanji!? seria publicada. No ano seguinte, a ALC Publishing anunciou uma parceria com a JManga para publicar Poor Poor Lips, Kimi no Tamenara Shineru, e três outros títulos de quadrinhos yuri. No ano seguinte, Okazu, na época apenas um blog de Friedman, entrou para o domínio da Yuricon e a ALC Publishing parou de publicar novas obras.
Nos anos seguintes, a página do site da Yuricon como um todo foi aprimorada, enquanto a fundadora do grupo, Erica Friedman, pediu doações para garantir que a Yuricon e a Okazu estivessem "na vanguarda da cultura Yuri". Mais tarde, a nova e aprimorada loja da Yuricon seria aberta e a página que listava ensaios yuri seria aprimorada. Então, em maio de 2018, Friedman apareceu como palestrante convidada no AnimeNEXT em Atlantic City, Nova Jérsia. No ano seguinte, a Yuricon uniu forças com a PacSet para lançar uma viagem guiada pelo Japão "dedicada ao gênero yuri de animação e mangá japoneses", que aconteceria em setembro daquele ano. No mesmo ano, Erica Friedman apareceu no Toronto Comic Arts Festival para comemorar os 100 anos de yuri, enquanto falava em vários outros eventos naquele ano.
Em maio de 2020, a Yuricon organizou um painel on-line sobre yuri.

### Histórico de eventos
| Datas                  | Localização                                    | Público | Convidados especiais                                                                                 |
| ---------------------- | ---------------------------------------------- | ------- | --- |
| 13–15 de junho de 2003 | Gateway Hilton Newark, Nova Jérsia             | 200     | Dr. Sarah Frederick, Gaijin-a-gogo, Michelle Hayes, Eriko Tadeno, Rica Takashima e Kathryn Williams. |
| 16 de abril de 2005    | A/Z Books & Cafe Tóquio, Japão                 | 30      | Akiko Mizoguchi, Natsuko Mori, Eriko Tadeno e Rica Takashima.                                        |
| 29 de setembro de 2007 | Hilton Newark Penn Station Newark, Nova Jérsia |         | Rica Takashima.                                                                                      |

## Publicações e divulgação
A Yuricon tem um braço editorial, a ALC Publishing, a única editora totalmente yuri do mundo. As publicações incluem traduções do japonês - como Rica 'tte Kanji!? e Works — bem como a série de antologias originais em inglês Yuri Monogatari.
Friedman mantém um blog intitulado Okazu desde 2002, que ela descreve como o "blog mais antigo e abrangente do mundo", que se concentra em temas lésbicos em quadrinhos, desenhos animados e outras mídias japonesas. A Yuricon também descreve o Okazu como seu blog "oficial".